# Мокободи-Кольонія
Мокободи-Кольонія (пол. Mokobody-Kolonia) — село в Польщі, у гміні Мокободи Седлецького повіту Мазовецького воєводства.
У 1975-1998 роках село належало до Седлецького воєводства.